# رامون أفيلا
رامون أفيلا (بالإسبانية: Ramón Ávila)‏ (20 فبراير 1982 في تشيلي - ) هو مدرب كرة قدم ولاعب كرة قدم تشيلي في مركز الهجوم. لعب مع نادي لويس أنخيل فيربو ورينجرز دي تالكا.

## وصلات خارجية
- رامون أفيلا على موقع قاعدة بيانات كرة القدم.إي يو (الإنجليزية)
- رامون أفيلا على موقع Soccerway.com (الإنجليزية)